# 3074 Popov
Popov (asteroide 3074, com a designação provisória 1979 YE9) é um asteroide da cintura principal, a 2,0757523 UA. Possui uma excentricidade de 0,1122517 e um período orbital de 1 305,92 dias (3,58 anos).
Popov tem uma velocidade orbital média de 19,47824924 km/s e uma inclinação de 2,42176º.
Este asteróide foi descoberto em 24 de dezembro de 1979 por Lyudmila Zhuravlyova.
O seu nome é uma homenagem ao físico russo Alexander Stepanovich Popov.